# 12.ª etapa do Giro d'Italia de 2023
A 12.ª etapa do Giro d'Italia de 2023 teve lugar a 18 de maio de 2023 e consistiu numa etapa em linha com início no município de Bra e final na cidade de Rivoli sobre um percurso de 179 km. Esta foi vencida pelo alemão Nico Denz da equipa Bora-Hansgrohe, enquanto o britânico Geraint Thomas conseguiu manter a liderança.

## Classificação da etapa
| Bra - Rivoli | etapa escarpada | (179 km) |

| \| Classificação por etapas \| Classificação por etapas \| Classificação por etapas \| Classificação por etapas \| Classificação por etapas \| \| Ciclista \| Ciclista \| Equipe \| Tempo \| \| \| ------------------------ \| ------------------------ \| ---------------------------------- \| ------------------------ \| ------------------------ \| \| 1. \| Nico Denz \| Bora-Hansgrohe \| 4h18m11s \| \| \| 2. \| Toms Skujiņš \| Trek-Segafredo \| + 0s \| \| \| 3. \| Sebastian Berwick \| Israel-Premier Tech \| + 3s \| \| \| 4. \| Alessandro Tonelli \| Green Project-Bardiani CSF-Faizanè \| + 58s \| \| \| 5. \| Marco Frigo \| Israel-Premier Tech \| + 2m07s \| \| \| 6. \| Ilan Van Wilder \| Soudal Quick-Step \| + 2m20s \| \| \| 7. \| Alberto Bettiol \| EF Education-EasyPost \| + 2m20s \| \| \| 8. \| Christian Scaroni \| Astana Qazaqstan Team \| + 2m20s \| \| \| 9. \| Michel Hessmann \| Jumbo-Visma \| + 2m20s \| \| \| 10. \| Alex Baudin \| AG2R Citroën Team \| + 2m20s \| \| |                    |                                    |          |
| |                    |                                    |          |
| Fonte: ProCyclingStats |                    |                                    |          |
| Classificação por etapas |                    |                                    |          |
| Ciclista | Ciclista           | Equipe                             | Tempo    |
| 1. | Nico Denz          | Bora-Hansgrohe                     | 4h18m11s |
| 2. | Toms Skujiņš       | Trek-Segafredo                     | + 0s     |
| 3. | Sebastian Berwick  | Israel-Premier Tech                | + 3s     |
| 4. | Alessandro Tonelli | Green Project-Bardiani CSF-Faizanè | + 58s    |
| 5. | Marco Frigo        | Israel-Premier Tech                | + 2m07s  |
| 6. | Ilan Van Wilder    | Soudal Quick-Step                  | + 2m20s  |
| 7. | Alberto Bettiol    | EF Education-EasyPost              | + 2m20s  |
| 8. | Christian Scaroni  | Astana Qazaqstan Team              | + 2m20s  |
| 9. | Michel Hessmann    | Jumbo-Visma                        | + 2m20s  |
| 10. | Alex Baudin        | AG2R Citroën Team                  | + 2m20s  |

## Classificações ao final da etapa

### Classificação geral(Maglia Rosa)
| \| Classificação geral \| Classificação geral \| Classificação geral \| Classificação geral \| Classificação geral \| \| Ciclista \| Ciclista \| Equipe \| Tempo \| \| \| ------------------- \| ---------------------- \| ------------------- \| ------------------- \| ------------------- \| \| 1. \| Geraint Thomas \| Ineos Grenadiers \| 49h02m05s \| \| \| 2. \| Primož Roglič \| Jumbo-Visma \| + 2s \| \| \| 3. \| João Almeida \| UAE Team Emirates \| + 22s \| \| \| 4. \| Andreas Leknessund \| Team DSM \| + 35s \| \| \| 5. \| Damiano Caruso \| Bahrain Victorious \| + 1m28s \| \| \| 6. \| Lennard Kämna \| Bora-Hansgrohe \| + 1m52s \| \| \| 7. \| Edward Dunbar \| Team Jayco AlUla \| + 2m32s \| \| \| 8. \| Thymen Arensman \| Ineos Grenadiers \| + 2m32s \| \| \| 9. \| Laurens De Plus \| Ineos Grenadiers \| + 2m36s \| \| \| 10. \| Aurélien Paret-Peintre \| AG2R Citroën Team \| + 2m48s \| \| |                        |                    |           |
| |                        |                    |           |
| Fonte: ProCyclingStats |                        |                    |           |
| Classificação geral |                        |                    |           |
| Ciclista | Ciclista               | Equipe             | Tempo     |
| 1. | Geraint Thomas         | Ineos Grenadiers   | 49h02m05s |
| 2. | Primož Roglič          | Jumbo-Visma        | + 2s      |
| 3. | João Almeida           | UAE Team Emirates  | + 22s     |
| 4. | Andreas Leknessund     | Team DSM           | + 35s     |
| 5. | Damiano Caruso         | Bahrain Victorious | + 1m28s   |
| 6. | Lennard Kämna          | Bora-Hansgrohe     | + 1m52s   |
| 7. | Edward Dunbar          | Team Jayco AlUla   | + 2m32s   |
| 8. | Thymen Arensman        | Ineos Grenadiers   | + 2m32s   |
| 9. | Laurens De Plus        | Ineos Grenadiers   | + 2m36s   |
| 10. | Aurélien Paret-Peintre | AG2R Citroën Team  | + 2m48s   |

### Classificação por pontos(Maglia Ciclamino)
| Classificação por pontos | Classificação por pontos | Classificação por pontos | Classificação por pontos | Classificação por pontos |
| Ciclista                 | Ciclista                 | Equipe                   | Pontos                   |                          |
| ------------------------ | ------------------------ | ------------------------ | ------------------------ | ------------------------ |
| 1.                       | Jonathan Milan           | Bahrain Victorious       | 164 pts                  |                          |
| 2.                       | Mads Pedersen            | Trek-Segafredo           | 140 pts                  |                          |
| 3.                       | Pascal Ackermann         | UAE Team Emirates        | 88 pts                   |                          |
| 4.                       | Michael Matthews         | Team Jayco AlUla         | 68 pts                   |                          |
| 5.                       | Derek Gee                | Israel-Premier Tech      | 64 pts                   |                          |
| 6.                       | Magnus Cort              | EF Education-EasyPost    | 56 pts                   |                          |
| 7.                       | Toms Skujiņš             | Trek-Segafredo           | 51 pts                   |                          |
| 8.                       | Mark Cavendish           | Astana Qazaqstan Team    | 51 pts                   |                          |
| 9.                       | Vincenzo Albanese        | Eolo-Kometa              | 44 pts                   |                          |
| 10.                      | Davide Bais              | Eolo-Kometa              | 39 pts                   |                          |

### Classificação da montanha(Maglia Azzurra)
| Classificação da montanha | Classificação da montanha | Classificação da montanha  | Classificação da montanha | Classificação da montanha |
| Ciclista                  | Ciclista                  | Equipe                     | Pontos                    |                           |
| ------------------------- | ------------------------- | -------------------------- | ------------------------- | ------------------------- |
| 1.                        | Davide Bais               | Eolo-Kometa                | 104 pts                   |                           |
| 2.                        | Thibaut Pinot             | Groupama-FDJ               | 50 pts                    |                           |
| 3.                        | Karel Vacek               | Team Corratec-Selle Italia | 36 pts                    |                           |
| 4.                        | Toms Skujiņš              | Trek-Segafredo             | 30 pts                    |                           |
| 5.                        | Amanuel Gebrezgabihier    | Trek-Segafredo             | 30 pts                    |                           |
| 6.                        | Ben Healy                 | EF Education-EasyPost      | 24 pts                    |                           |
| 7.                        | Aurélien Paret-Peintre    | AG2R Citroën Team          | 22 pts                    |                           |
| 8.                        | Alessandro De Marchi      | Team Jayco AlUla           | 22 pts                    |                           |
| 9.                        | Veljko Stojnić            | Team Corratec-Selle Italia | 21 pts                    |                           |
| 10.                       | Francesco Gavazzi         | Eolo-Kometa                | 18 pts                    |                           |

### Classificação dos jovens(Maglia Bianca)
| Classificação dos jovens | Classificação dos jovens | Classificação dos jovens | Classificação dos jovens | Classificação dos jovens |
| Ciclista                 | Ciclista                 | Equipe                   | Tempo                    |                          |
| ------------------------ | ------------------------ | ------------------------ | ------------------------ | ------------------------ |
| 1.                       | João Almeida             | UAE Team Emirates        | 49h02m27s                |                          |
| 2.                       | Andreas Leknessund       | Team DSM                 | + 13s                    |                          |
| 3.                       | Thymen Arensman          | Ineos Grenadiers         | + 2m10s                  |                          |
| 4.                       | Santiago Buitrago        | Bahrain Victorious       | + 4m18s                  |                          |
| 5.                       | Ilan Van Wilder          | Soudal Quick-Step        | + 5m46s                  |                          |
| 6.                       | Einer Rubio              | Movistar Team            | + 10m49s                 |                          |
| 7.                       | Michel Hessmann          | Jumbo-Visma              | + 11m51s                 |                          |
| 8.                       | Alexander Cepeda         | EF Education-EasyPost    | + 13m23s                 |                          |
| 9.                       | Marco Frigo              | Israel-Premier Tech      | + 19m17s                 |                          |
| 10.                      | Laurens Huys             | Intermarché-Circus-Wanty | + 20m17s                 |                          |

### Classificação por equipas"Super team"
| Classificação por equipes | Classificação por equipes | Classificação por equipes | Classificação por equipes |
| Equipe                    | Equipe                    | Tempo                     |                           |
| ------------------------- | ------------------------- | ------------------------- | ------------------------- |
| 1.                        | Jumbo-Visma               | 147h02m35s                |                           |
| 2.                        | Ineos Grenadiers          | + 3m49s                   |                           |
| 3.                        | EF Education-EasyPost     | + 4m07s                   |                           |
| 4.                        | Bahrain Victorious        | + 5m35s                   |                           |
| 5.                        | UAE Team Emirates         | + 8m35s                   |                           |

## Abandonos
- Alessandro Covi (UAE Team Emirates) não tomou a saída.
- Harm Vanhoucke (Team DSM) retirou-se durante a etapa.
- Kaden Groves (Alpecin-Deceuninck) retirou-se durante a etapa.
- Mikaël Cherel (AG2R Citroën Team) retirou-se durante a etapa.